# Красноармейский район (Саратовская область)
Красноармейский район — административно-территориальная единица (район) и муниципальное образование (муниципальный район) в Саратовской области России.
Административный центр — город Красноармейск.

## География
Самый южный в Правобережье район. Расположен в пределах Приволжской возвышенности, в степной зоне на правом берегу Волги. Береговые склоны и прилегающие к ним участки сильно расчленены оврагами и балками, покрыты древесной растительностью и создают живописные пейзажи.
Протяжённость автодорог общего пользования с твёрдым покрытием — 323 
км.
Волга впадает в каспийское море

## История
Образован 7 сентября 1941 года как Бальцерский район в составе Саратовской области в результате ликвидации АССР немцев Поволжья и преобразования из Бальцерского кантона.
19 мая 1942 года город Бальцер переименован в Красноармейск, а район — в Красноармейский.
В 1950-х годах к району были присоединены населённые пункты бывшего Каменского кантона АССР немцев Поволжья, находившиеся до этого в составе Каменского ИТЛ.
19 мая 1960 года в состав района вошла территория упразднённого Золотовского района.
1 февраля 1963 года город Красноармейск отнесен к категории городов областного подчинения, а район был упразднён.
4 апреля 1964 года Красноармейский район был восстановлен.

## Население
| 1939    | 1959    | 1970    | 1979    | 1989    | 2002    | 2009    |
| ------- | ------- | ------- | ------- | ------- | ------- | ------- |
| 46 653  | ↘32 648 | ↘25 866 | ↘24 568 | ↗46 526 | ↗50 603 | ↘48 658 |
| 2010    | 2011    | 2012    | 2013    | 2014    | 2015    | 2016    |
| ↗48 739 | ↘48 644 | ↘48 122 | ↘47 578 | ↘47 246 | ↘46 992 | ↘46 704 |
| 2017    | 2018    | 2019    | 2020    | 2021    |         |         |
| ↘46 318 | ↘45 698 | ↘44 968 | ↘44 393 | ↘41 501 |         |         |

### Урбанизация
В городских условиях (город Красноармейск и рабочий посёлок Каменский) проживают  57,43 % населения района.

### Национальный состав
В районе выделяется 3,6% поволжских немцев.

## Муниципально-территориальное устройство
В Красноармейский муниципальный район входят 11 муниципальных образований, в том числе 2 городских и 9 сельских поселений:
| №        | Муниципальное образование                     | Административный центр          | Количество населённых пунктов | Население | Площадь, км2 |
| -------- | --------------------------------------------- | ------------------------------- | ----------------------------- | --------- | ------------ |
| 1e-06    | Городское поселение:                          |                                 |                               |           |              |
| 1        | Каменское муниципальное образование           | рабочий посёлок Каменский       | 6                             | ↘3108     | 433,18       |
| 2        | муниципальное образование город Красноармейск | город Красноармейск             | 6                             | ↘23 186   | 546,89       |
| 2.000002 | Сельские поселения:                           |                                 |                               |           |              |
| 3        | Высоковское муниципальное образование         | село Высокое                    | 3                             | ↘1148     | 284,75       |
| 4        | Гвардейское муниципальное образование         | село Каменка                    | 3                             | ↗1256     | 341,42       |
| 5        | Золотовское муниципальное образование         | село Золотое                    | 2                             | ↘2216     | 261,02       |
| 6        | Карамышское муниципальное образование         | железнодорожная станция Карамыш | 3                             | ↘2131     | 262,92       |
| 7        | Луганское муниципальное образование           | село Луганское                  | 3                             | ↘3960     | 307,69       |
| 8        | Нижнебанновское муниципальное образование     | село Нижняя Банновка            | 2                             | ↗534      | 187,14       |
| 9        | Рогаткинское муниципальное образование        | село Рогаткино                  | 5                             | ↘902      | 149,54       |
| 10       | Россошанское муниципальное образование        | село Первомайское               | 4                             | ↗1226     | 249,97       |
| 11       | Сплавнухинское муниципальное образование      | село Сплавнуха                  | 5                             | ↘1834     | 426,75       |

В рамках организации местного самоуправления в 2005 году в новообразованном муниципальном районе были созданы 2 городских и 17 сельских поселений. В 2013 году из них были упразднены следующие муниципальные образования: Паницкое (включено в Луганское), Некрасовское (включено в Сплавнухинское), Ключевское (включено в Карамышское). В 2014 году упразднены Мордовинское, Ревинское и Садовское муниципальные образования (включены в муниципальное образование город Красноармейск), а также Бобровское муниципальное образование (включено в Сплавнухинское). В 2015 году упразднено Меловское муниципальное образование (включено в Каменское муниципальное образование).

## Населённые пункты
В Красноармейском районе 42 населённых пункта, в том числе 40 сельских и 2 городских (из которых 1 город и 1 рабочий посёлок).
| №  | Населённый пункт | Тип                     | Население | Муниципальное образование |
| -- | ---------------- | ----------------------- | --------- | ------------------------- |
| 1  | Ахмат            | село                    | 48        | город Красноармейск       |
| 2  | Белогорское      | село                    | 57        | Нижнебанновское           |
| 3  | Бобровка         | железнодорожная станция | 0         | Сплавнухинское            |
| 4  | Бобровка         | село                    | ↗1041     | Сплавнухинское            |
| 5  | Ваулино          | село                    | ↗366      | город Красноармейск       |
| 6  | Высокое          | село                    | ↘822      | Высоковское               |
| 7  | Гвардейское      | село                    | ↘419      | Гвардейское               |
| 8  | Гусево           | село                    | ↘380      | Рогаткинское              |
| 9  | Даниловка        | село                    | ↘106      | Гвардейское               |
| 10 | Дубовка          | село                    | ↗372      | Золотовское               |
| 11 | Елшанка          | село                    | ↘257      | Россошанское              |
| 12 | Золотое          | село                    | ↗2189     | Золотовское               |
| 13 | Каменка          | село                    | ↘843      | Гвардейское               |
| 14 | Каменский        | рабочий посёлок         | ↘2483     | Каменское                 |
| 15 | Карамыш          | село                    | ↘232      | Высоковское               |
| 16 | Карамыш          | железнодорожная станция | ↗822      | Карамышское               |
| 17 | Карамышевка      | село                    | ↘421      | Каменское                 |
| 18 | Клубково         | село                    | 1         | Рогаткинское              |
| 19 | Ключи            | село                    | ↘543      | Карамышское               |
| 20 | Красноармейск    | город                   | ↘21 350   | город Красноармейск       |
| 21 | Кубасово         | село                    | 5         | Рогаткинское              |
| 22 | Луганское        | село                    | ↗1778     | Луганское                 |
| 23 | Луговое          | село                    | ↘164      | Россошанское              |
| 24 | Меловое          | село                    | ↘276      | Каменское                 |
| 25 | Мордово          | село                    | ↗464      | город Красноармейск       |
| 26 | Некрасово        | село                    | ↘885      | Сплавнухинское            |
| 27 | Нижняя Банновка  | село                    | ↘508      | Нижнебанновское           |
| 28 | Паницкая         | железнодорожная станция | ↘2191     | Луганское                 |
| 29 | Первомайское     | село                    | ↗951      | Россошанское              |
| 30 | Пряхино          | село                    | 22        | Рогаткинское              |
| 31 | Ревино           | село                    | ↗460      | город Красноармейск       |
| 32 | Рогаткино        | село                    | ↘646      | Рогаткинское              |
| 33 | Россоша          | железнодорожная станция | ↘0        | Россошанское              |
| 34 | Садовое          | село                    | ↘693      | город Красноармейск       |
| 35 | Сосновка         | село                    | ↘560      | Луганское                 |
| 36 | Сплавнуха        | село                    | ↘772      | Сплавнухинское            |
| 37 | Старая Топовка   | село                    | ↘441      | Высоковское               |
| 38 | Суворово         | село                    | 40        | Каменское                 |
| 39 | Суворовский      | железнодорожный разъезд | 4         | Каменское                 |
| 40 | Трубино          | село                    | 5         | Каменское                 |
| 41 | Усть-Золиха      | село                    | ↗1518     | Карамышское               |
| 42 | Фомичёв          | хутор                   | 4         | Сплавнухинское            |

## Экономика
На территории района имеются нефть и газ, ведутся широкие работы по глубинному бурению. Сельское хозяйство производит мясо, молоко, овощи, фрукты. Крупные предприятия: автомобильный завод, механический завод, ткацкая, швейная и трикотажные фабрики, завод по производству кирпича.

## Достопримечательности
В районе имеются православные, католические и лютеранские храмы в сёлах: Усть-Золиха, Каменка, Ахмат, Золотое, Мордово. Достопримечательностью района являются многочисленные здания немецкой постройки со своеобразной архитектурой. В районе сёл Мордово и Сосновка поселения эпохи неолита и бронзового века.
Село Золотое славится своими глинами, работает керамический цех по производству глиняных изделий (жители издавна занимались изготовлением гончарной посуды, игрушек).
Со стороны Волги открывается вид на Утёс Степана Разина у села Белогорское, с которым связано много легенд.